# اچ‌ام‌اس گرافتن (اچ۸۹)
اچ‌ام‌اس گرافتن (اچ۸۹) (به انگلیسی: HMS Grafton (H89)) یک زیردریایی بود که طول آن ۳۲۳ فوت (۹۸٫۵ متر) بود. این زیردریایی در سال ۱۹۳۵ ساخته شد.